# Sin documentos (canción)
«Sin documentos» es una exitosa canción interpretada por la banda española de rock Los Rodríguez, que está incluida en su segundo álbum de estudio del mismo titulo y lanzada en el año de 1993 por la dupla discográfica Gasa, Warner Music.

## Origen y significado
La canción fue escrita por Calamaro y Ariel Rot junto con los demás temas del album.
La letra sugiere un acto de rebeldía y libertad, donde el protagonista está dispuesto a desafiar las normas y las barreras por el amor que siente. La repetición de esta frase subraya la determinación y la urgencia de sus sentimientos.

## Lista de canciones

### CD - Promo
| Sin documentos — Single |                  |          |  |
| N.º                     | Título           | Duración |  |
| 1.                      | «Sin documentos» | 4:47     |  |

## Posiciones en las listas
| Listas (1994)                             | Posición |
| ----------------------------------------- | -------- |
| Estados Unidos Billboard Hot Latin Tracks | 89       |

## Premios y nominaciones
| Año  | Publicación          | País          | Lista                                               | Puesto |
| ---- | -------------------- | ------------- | --------------------------------------------------- | ------ |
| 2006 | Alborde              | EUA           | 500 canciones del Rock Iberoamericano               | 18°    |
| 2009 | Rock en las Américas | Latinoamérica | Las 120 mejores canciones del rock hispanoamericano | 11°    |